# GKデザイングループ
GKデザイングループは、東京に所在する株式会社GKデザイン機構を中核とした、多領域のデザインファーム（分野および地域別の関連子会社）を抱える、企業グループである。東京の他に、京都、広島、ロサンゼルス、アトランタ、アムステルダム、そして上海に拠点を持つ。
戦後、日本にデザインの概念を持ち込んだ会社であり、現代においてフリーランスのデザイン会社として世界最大である。

## 概要
1952年（昭和27年）、創設者の榮久庵憲司ら東京藝術大学の6人のメンバーが「これからは生活の身の回りの道具をちゃんとデザインしていかなきゃいけない」と、GKの名の由来にもなった小池岩太郎助教授（"GK"は"グループオブ小池"の頭文字）のもとでグループを結成したのが出発点。
かれらの創作はドイツのバウハウスなど海外の動向に応えるものだったが、スローガンの「モノの民主化」「美の民主化」からわかるように、戦後日本をよりよい方向に立て直そうとする表現運動の側面も持っていた。
1953年（昭和28年）東京で設立。東京芸術大学で教鞭を執っていた小池岩太郎を中心に、学生だった榮久庵憲司、岩崎信治、柴田献一、伊東治次らで結成される。のちに小池岩太郎はGKの活動から身を引くが、榮久庵が中心となり世界でも数少ない総合的なデザイン・グループとして成長する。1957年（昭和32年）会社組織に移行し、GKインダストリアルデザイン研究所となる。
発足時から続くヤマハの楽器、家具、オーディオ、ヤマハ発動機のオートバイ、丸石自転車のデザインや、ロングセラー商品として戦後日本デザインの傑作の一つに挙げられるキッコーマンの醤油瓶（1960年）、大阪万博（1970年）の環境デザインなどを手がける。
1980年代より分社化を進め，製品デザインの企画デザインを行うGKインダストリアルデザイン、環境デザイン等を行うGK設計、オートバイやスポーツ・レジャー製品等のデザインなどを扱うGKダイナミックス、パッケージ・デザインやCI等を行うGKグラフィックスなど，数社に分れる。
地域拠点は、京都にGK京都、広島にGKデザイン総研広島、海外拠点にロサンゼルス、アトランタ、アムステルダム、上海がある。

## 沿革

### 1950 - 1959 GKの誕生
戦後の荒廃の中で生活の復元を求めた50年代。1952年「工芸にかわるインダストリアルデザインを」と唱えた東京藝術大学の学生グループが、担当教官・小池岩太郎助教授の名を冠するGroup of Koike＝GKを称し、活動を始めた。「モノの民主化」「美の民主化」を標榜し、 デザインの道を歩み始めた。 1957年、GKインダストリアルデザイン研究所を設立。

### 1960 - 1969 GKの創世記
1960年「世界デザイン会議」の開催と相まって「メタボリズム運動」が立ち上がる。建築界に興った「メタボリズム運動」に榮久庵憲司がデザイナーとして参画したことが、「日本万国博覧会 EXPO'70」でストリート・ファニチュアと呼ばれる領域の確立に繋がり、専門分野を超えてデザインの領域を広げることとなった。
また、GKは「道具論」を基軸に様々な提案を携え参加。 これを機に「蘇生する家具」「核住居」「装置広場」「都市住居」などの提案による「道具論」の実践的研究がスタートする。行政が国土・地域開発に力を注ぐ一方、 企業は、新製品開発にこぞってその優を競い始めた。 GKもそれらに対してデザイン活動の幅を徐々に広げる。
 

### 1970 – 1979 若き事業開発期
70年代はGKが広く関わった大阪万博の開催で幕を開ける。 73年、アジア初の世界インダストリアルデザイン会議が京都で開催され、GKはその運営に積極的に参画した。 その成果を通じて改めて日本が世界から注目される中、GKは京都、ロサンゼルスと、地域拠点・海外拠点を開設する。

### 1980 – 1989 活発な新事業展開
GKは「創造産業を目指して–toward Creative Industry」をスローガンに1985年「GK展’80」を開催する。 GKの新たな時代へ向けての方向を探すことがその目的であった。 GK各分野の新たな専門性を世に問うた「12のコンセプト」は、 時を越えて未だ新しく、 今日のGKの機軸となっている。国営事業の分割・民営化が進む中、GKグループは専門領域別の分社化を進める。 同時に、広島、アムステルダムなど地域拠点・海外拠点をさらに開設。 新事業展開を活発化し、現在に至るGKグループの骨格が形成されることとなる。
 

### 1990 – 1999 激動の20世紀末
GKは社会の構造変化に強いグループの構築を進め、新しい世紀に向けた、知的創造力の形成をめざす。 急速に伸展する中国にも拠点を置き、来るべきアジアの新時代に備える。1997年「道具の美学–since 1952」をテーマに「GKグループ展」を開催。 半世紀にわたる足跡を示すと共に、 新世紀への提案を広く世界へ問うた。 さらにはGKの基幹研究である「道具論」を学術的に展開すべく「道具学会」を設立。
 

### 2000 – 21世紀の視点
2002年「日本科学未来館」の展示デザインを通じ「デジタル時代」の中での道具文化の重要性を改めて解く。経済発展と歩みを共にした20世紀から、デザインは今、地球環境、食料・資源、情報、教育文化、格差問題など、より複雑化する社会の中で、多くの課題に解決策を提示する使命を担っている。2012年GKは創立60周年を迎える。2013年には「榮久庵憲司とGKの世界 鳳が翔く」展を開催。GKデザイングループは、「組織的創造力」を基本とし、真の豊かさに向けての革新的回答を提供してゆく。

## 主な作品
- 日本楽器・ヤマハHi-Fiプレーヤー「R-3」（1953年）
- 岡村製作所 オフィス家具
- キッコーマン 卓上醤油瓶（1960年）/（グッド・デザインマーク商品1993年選定）[4][5]
- 大阪万博会場線モノレール車両、ゴミ箱、ベンチ（1970年）
- ヤマハ発動機VMAX（1985年）[5][6]
- ヤマハ発動機モルフォII（1990年）
- コスモ石油 ロゴマーク（1986年[7]）
- 日本中央競馬会 イメージアップ計画 ロゴマーク（1987年[8]）
- ウォール インテリジェント・バスストップ（1999年[8]）
- 東京都シンボルマーク（1989年）
- アストラムライン（1994年）
- JR東日本253系電車（1991年[5][9]）
- JR東日本255系電車
- JR東日本E257系電車
- JR東日本E259系電車
- JR東日本209系電車
- JR東日本E217系電車
- JR東日本E231系電車
- JR東日本E233系電車
- 新幹線E3系電車（1997年[9]）
- 広島電鉄3950形電車（1997年）
- 広島電鉄5000形電車（1999年[5]）
- 京阪3000系電車 (2代)
- 京阪13000系電車
- JALシェルフラットシート（2002年[5]）
- 富山ライトレールTLR0600形電車（2006年[5]）
- 福山市立大学校章（2010年[10]）
- ヤマハ発動機 Y125 "もえぎ"（2011年[8]）
- 重慶軌道交通サイン（2012年）
- 札幌市交通局A1200形電車（2013年[8]）
- 広島電鉄1000形電車 (2013年)
- ゆりかもめ7300系電車  (2014年)
- JR西日本227系電車 (2014年)
- JR東日本EV-E301系電車（2014年）
- 近鉄80000系電車（2019年）[11]
- 宇都宮ライトレールHU300形電車（2021年）[12][13]

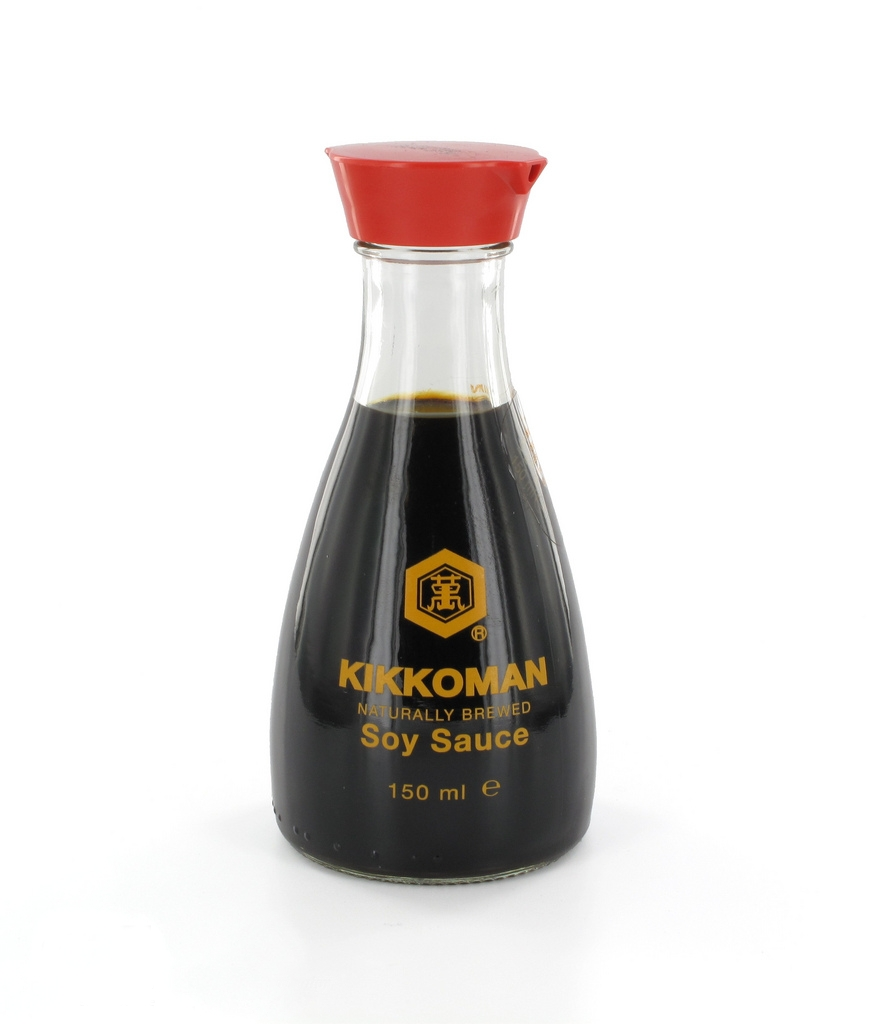
キッコーマン 卓上醤油瓶
東京都シンボルマーク
日本中央競馬会ロゴマーク
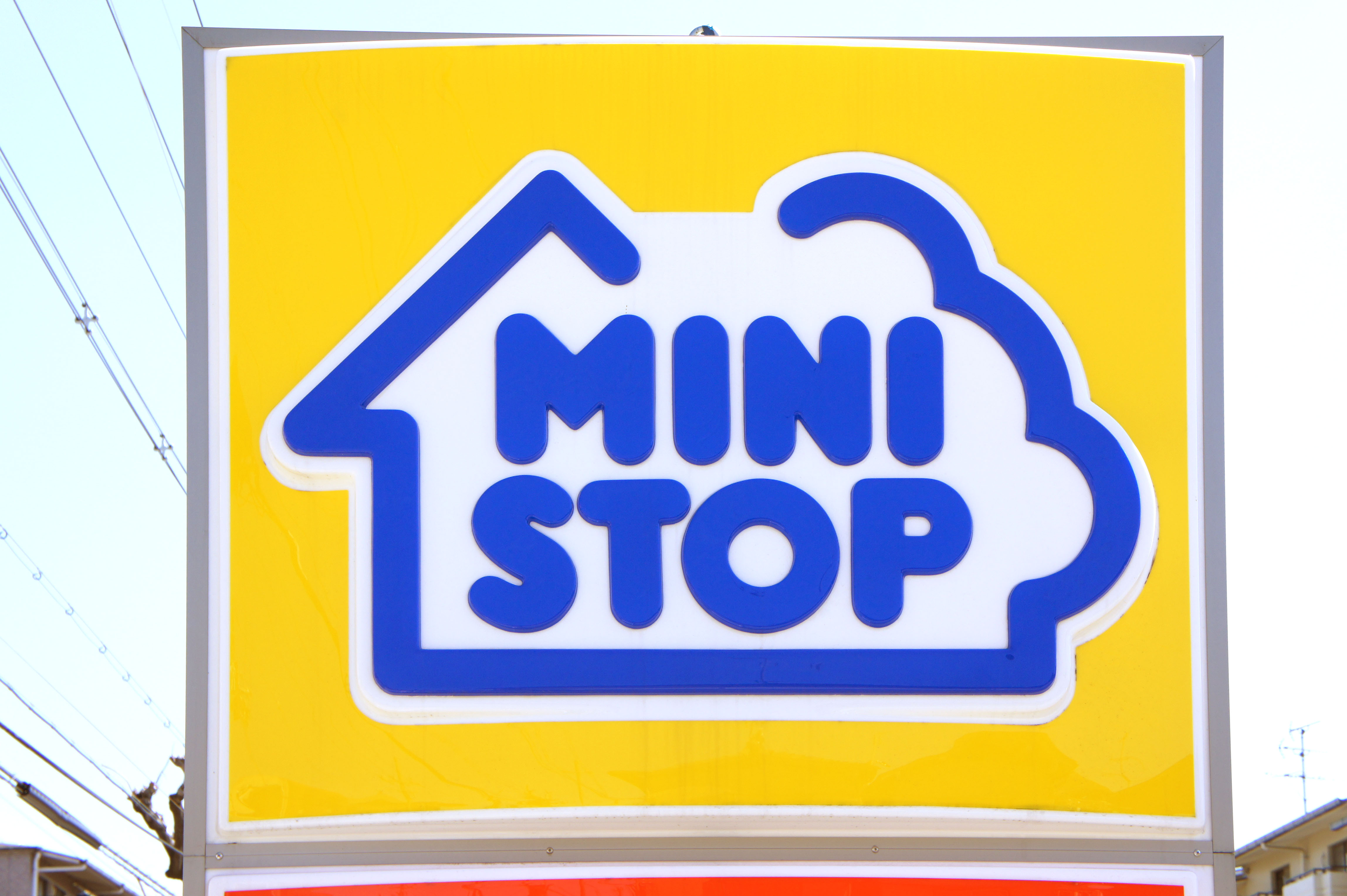
ミニストップ ハウスロゴ
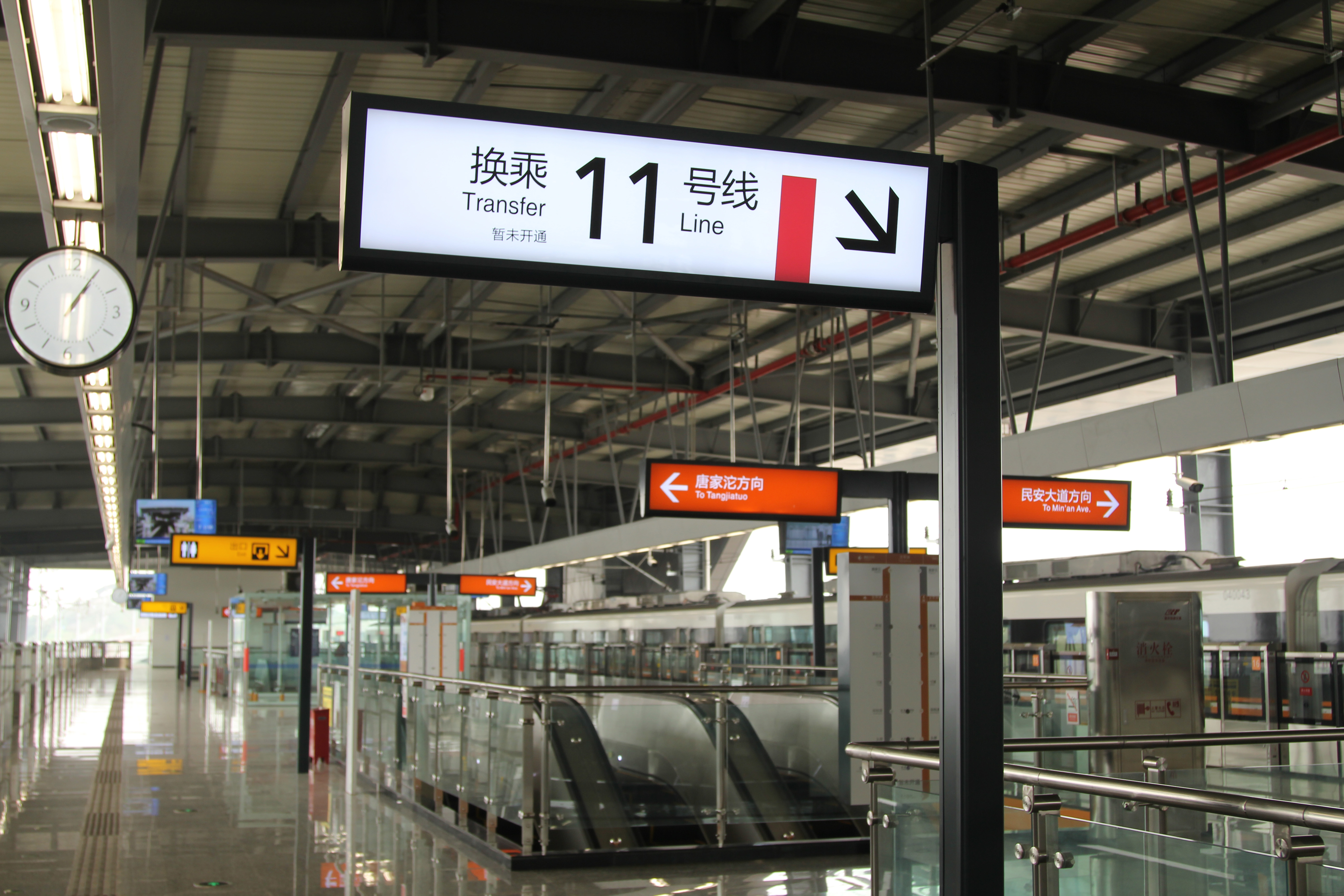
重慶軌道交通サイン
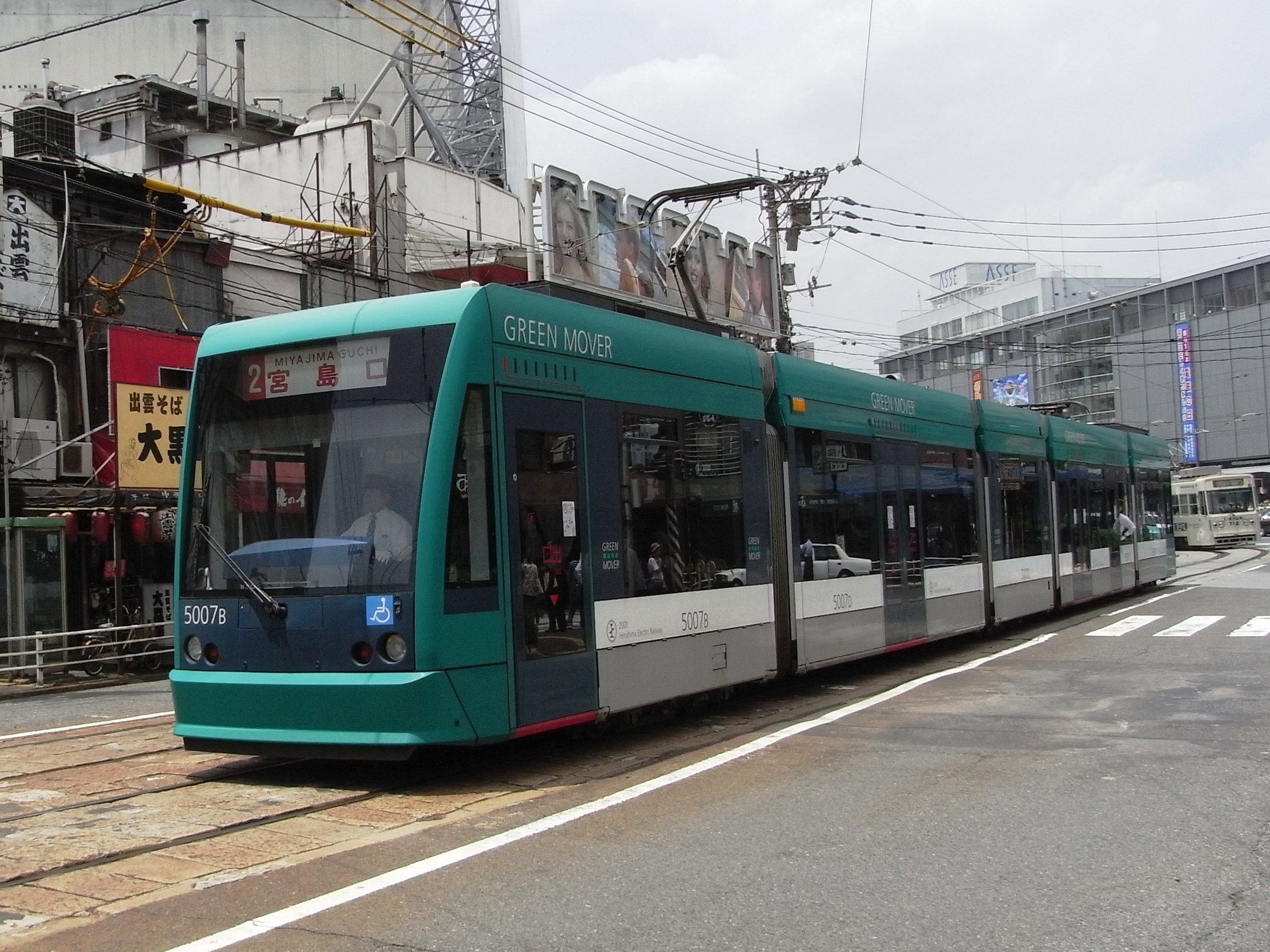
広島電鉄5000形電車
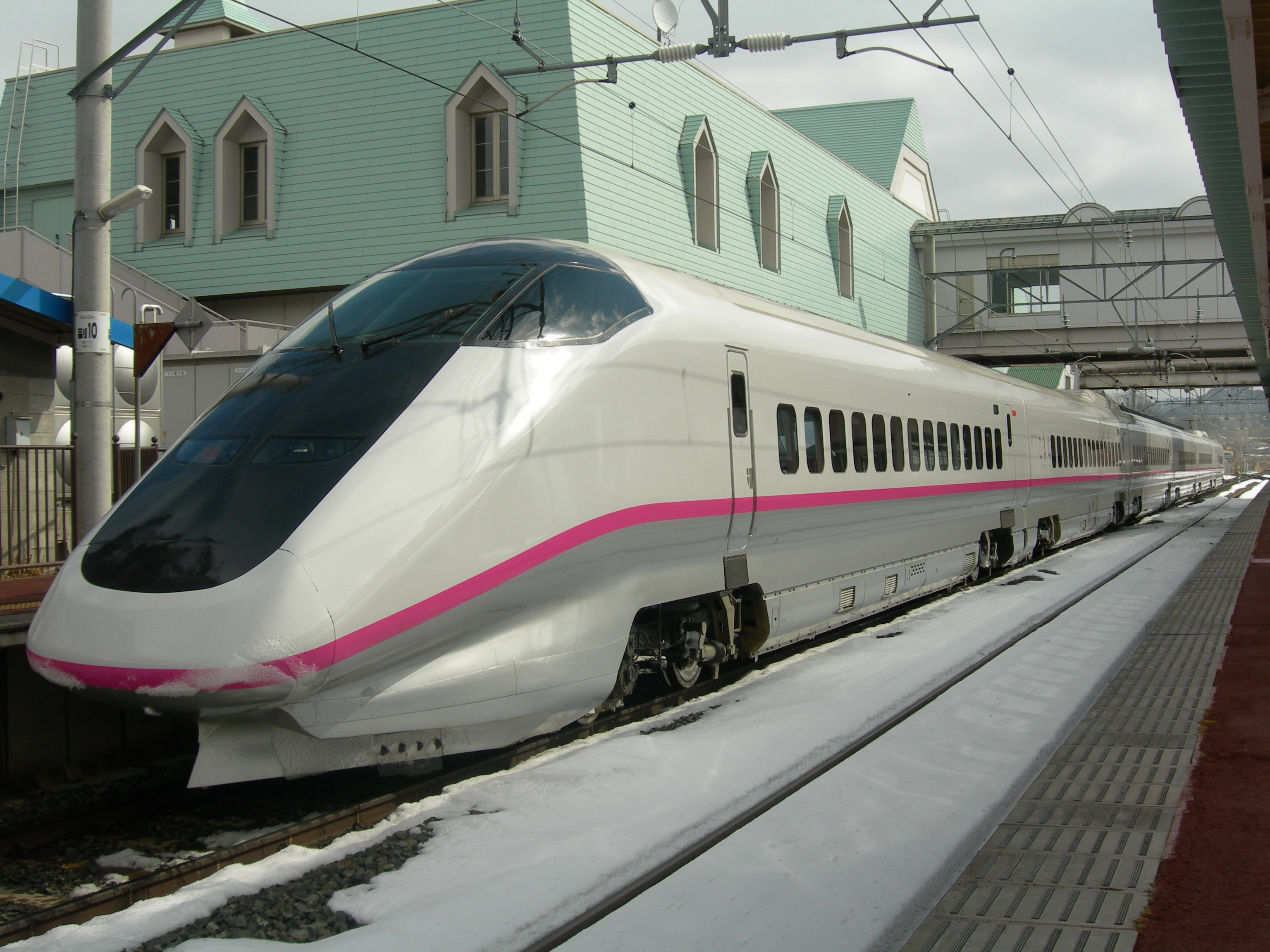
新幹線E3系電車
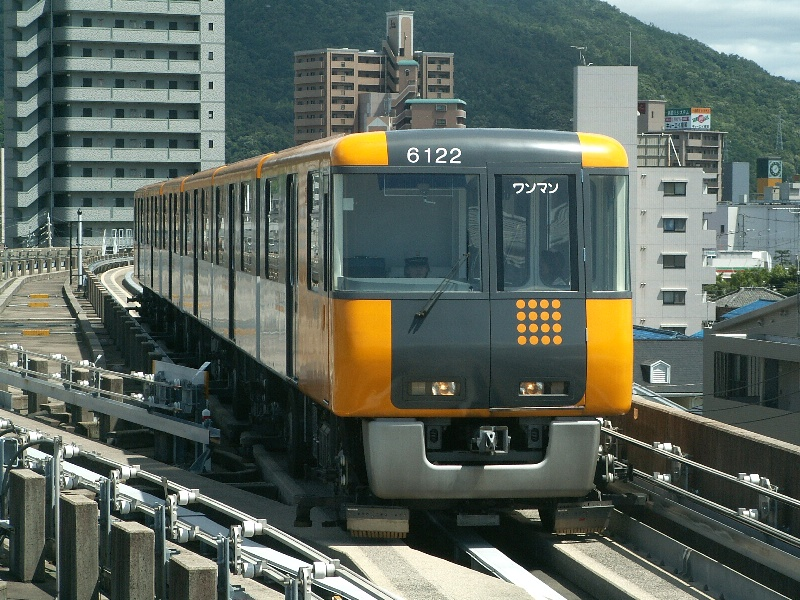
アストラムライン
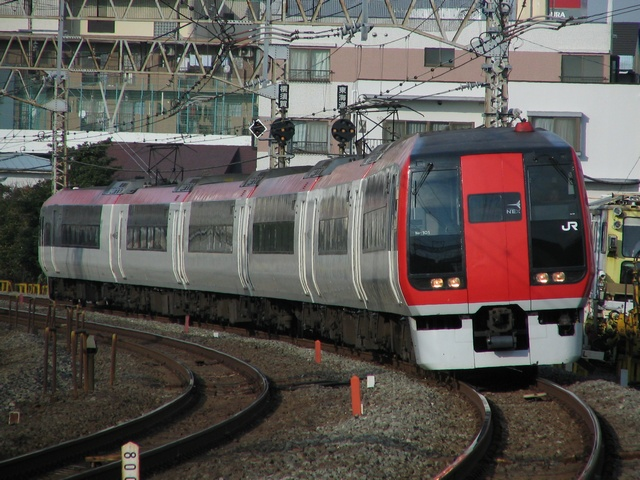
JR東日本253系電車
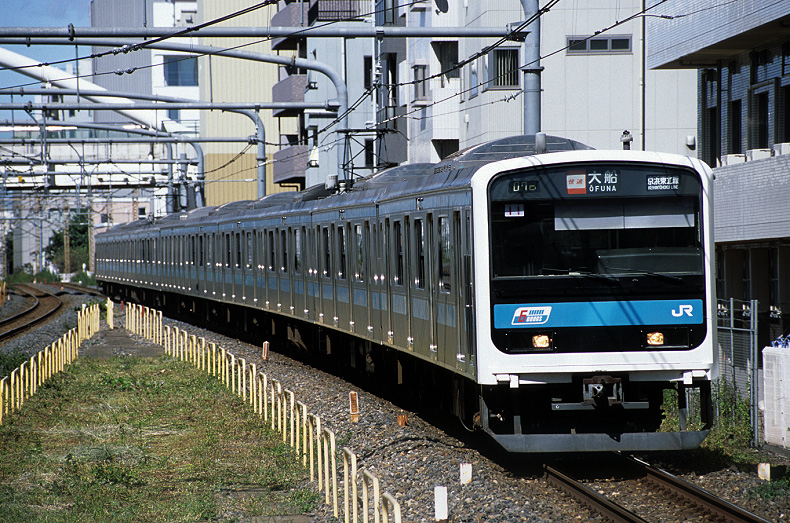
JR東日本209系電車
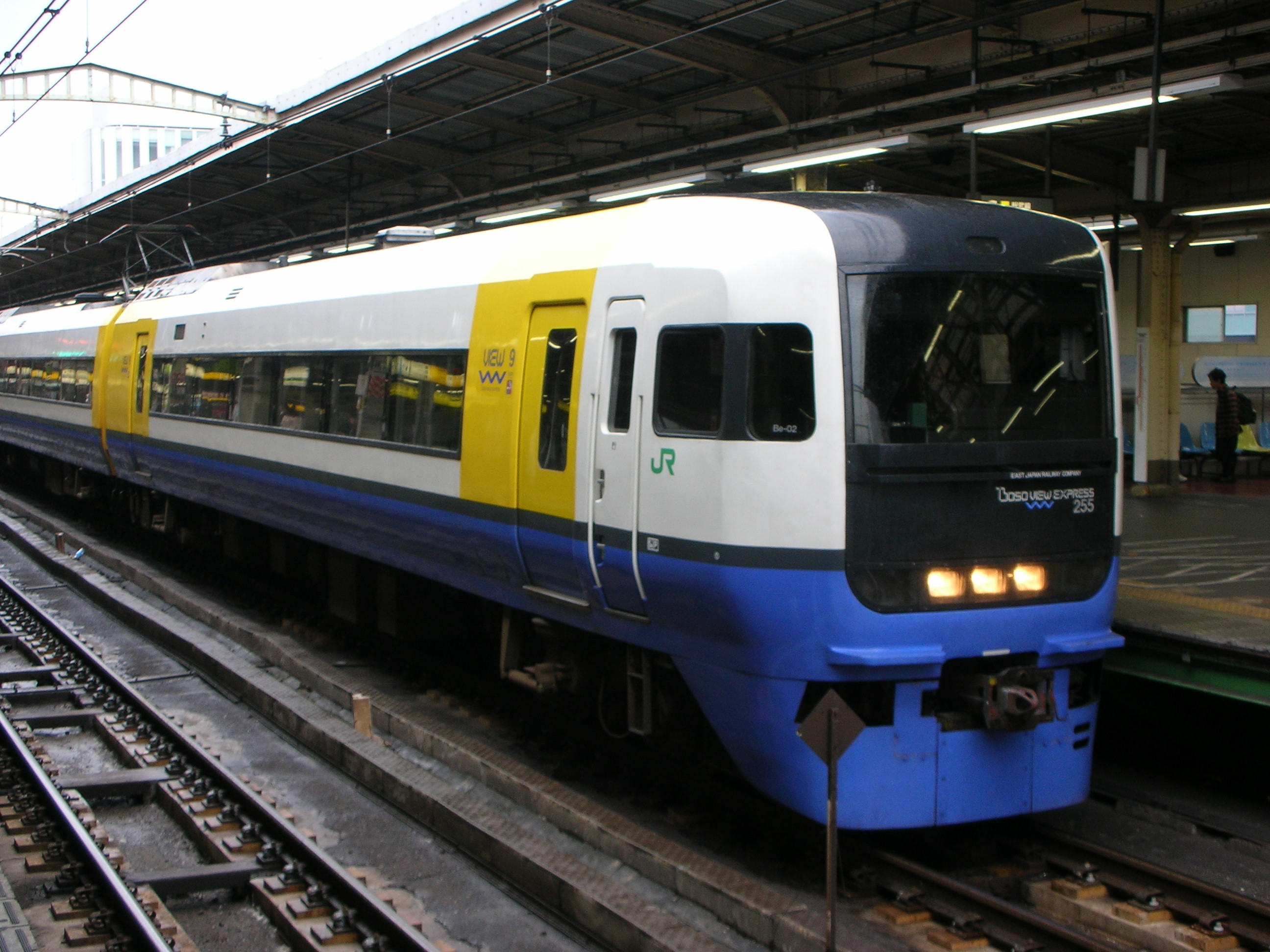
JR東日本255系電車
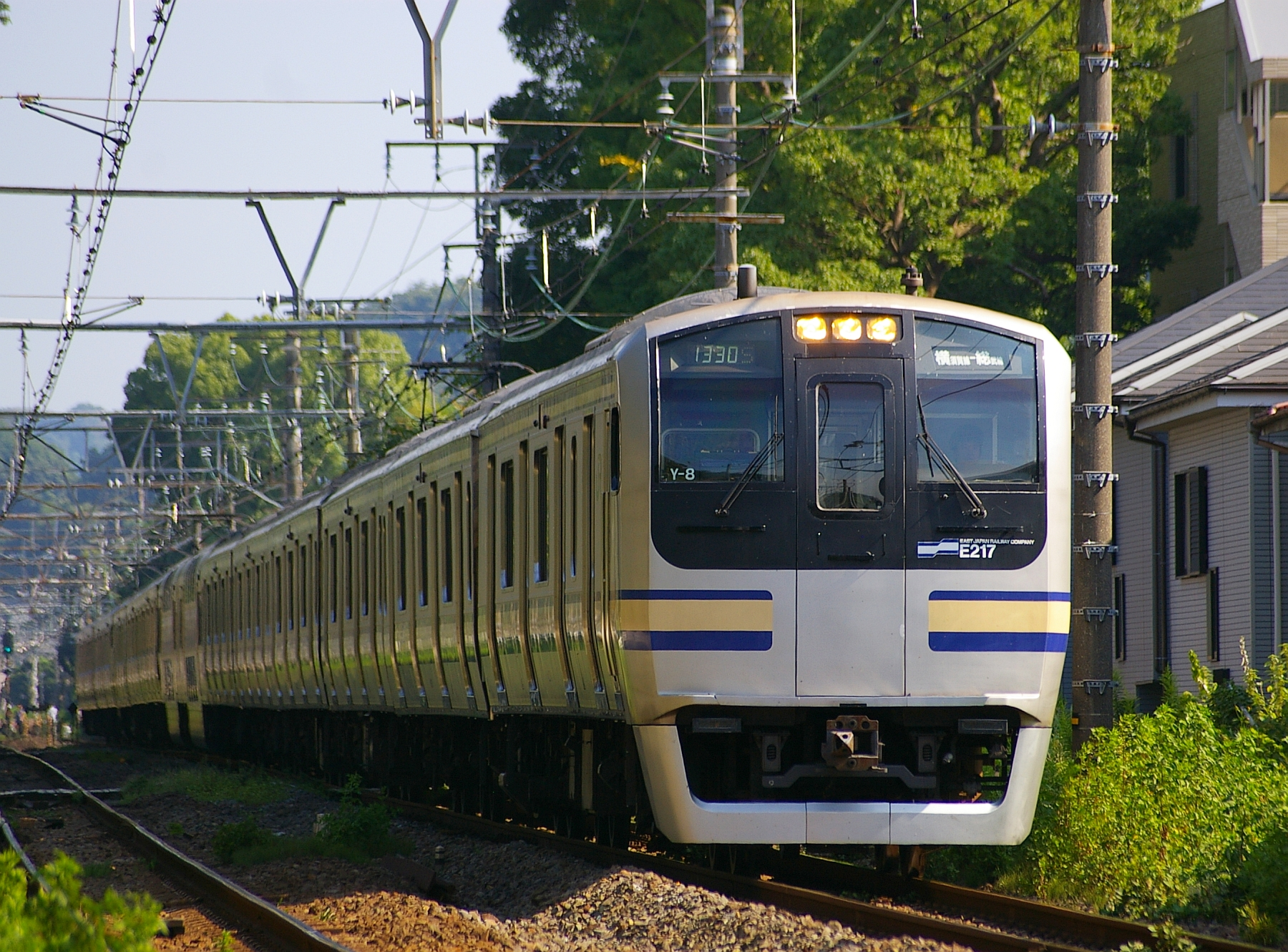
JR東日本E217系電車
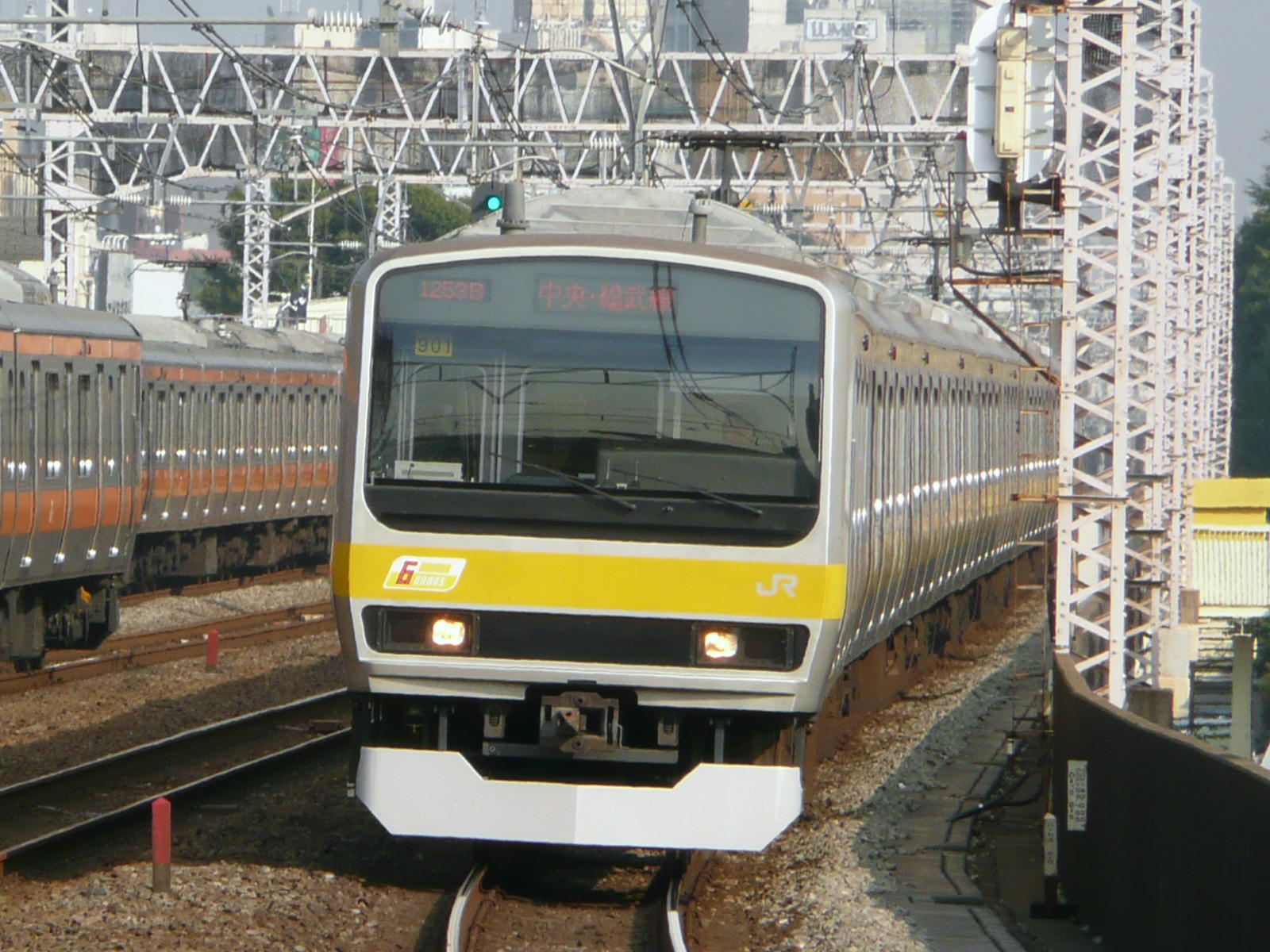
JR東日本E231系電車
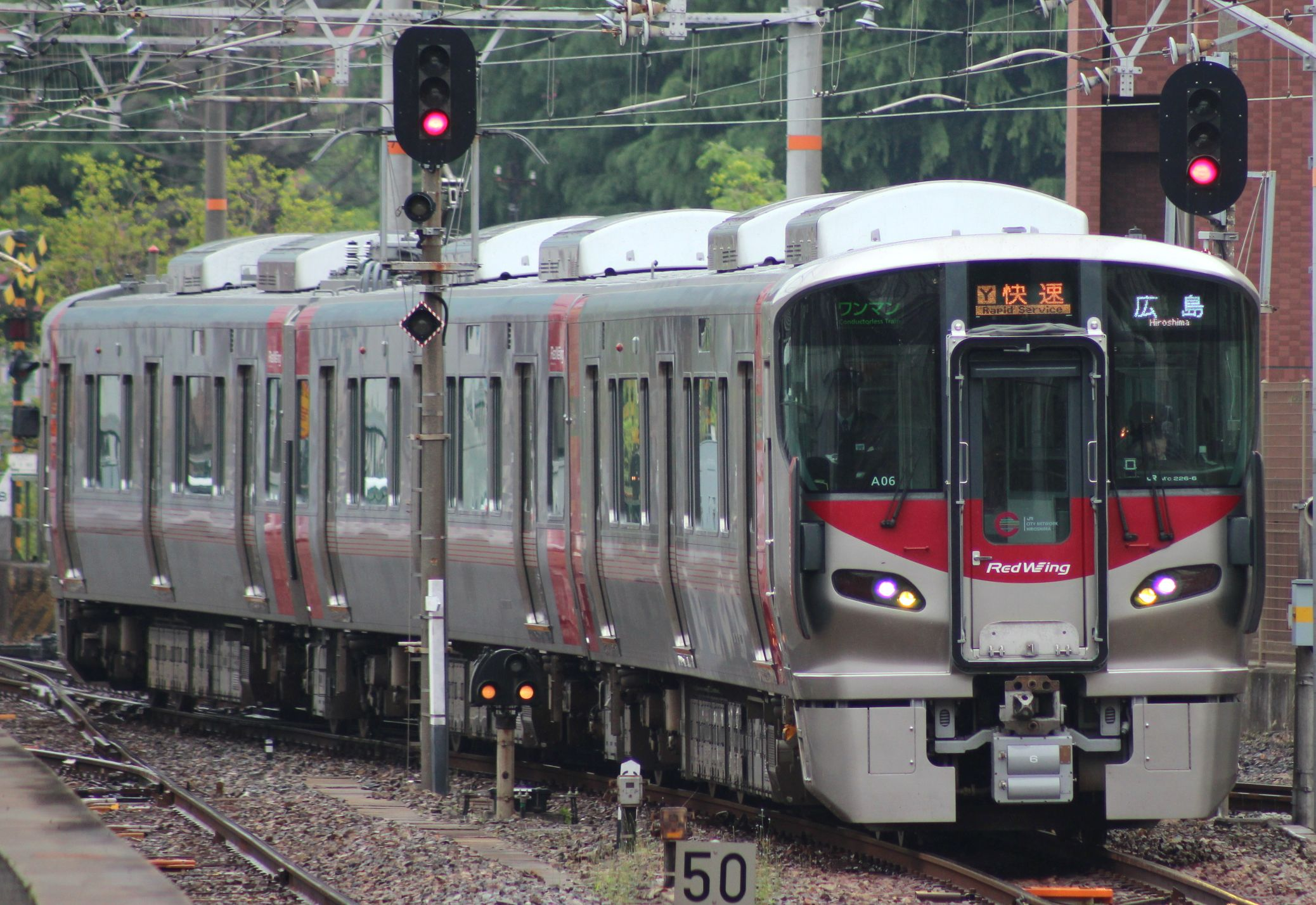
JR西日本227系電車
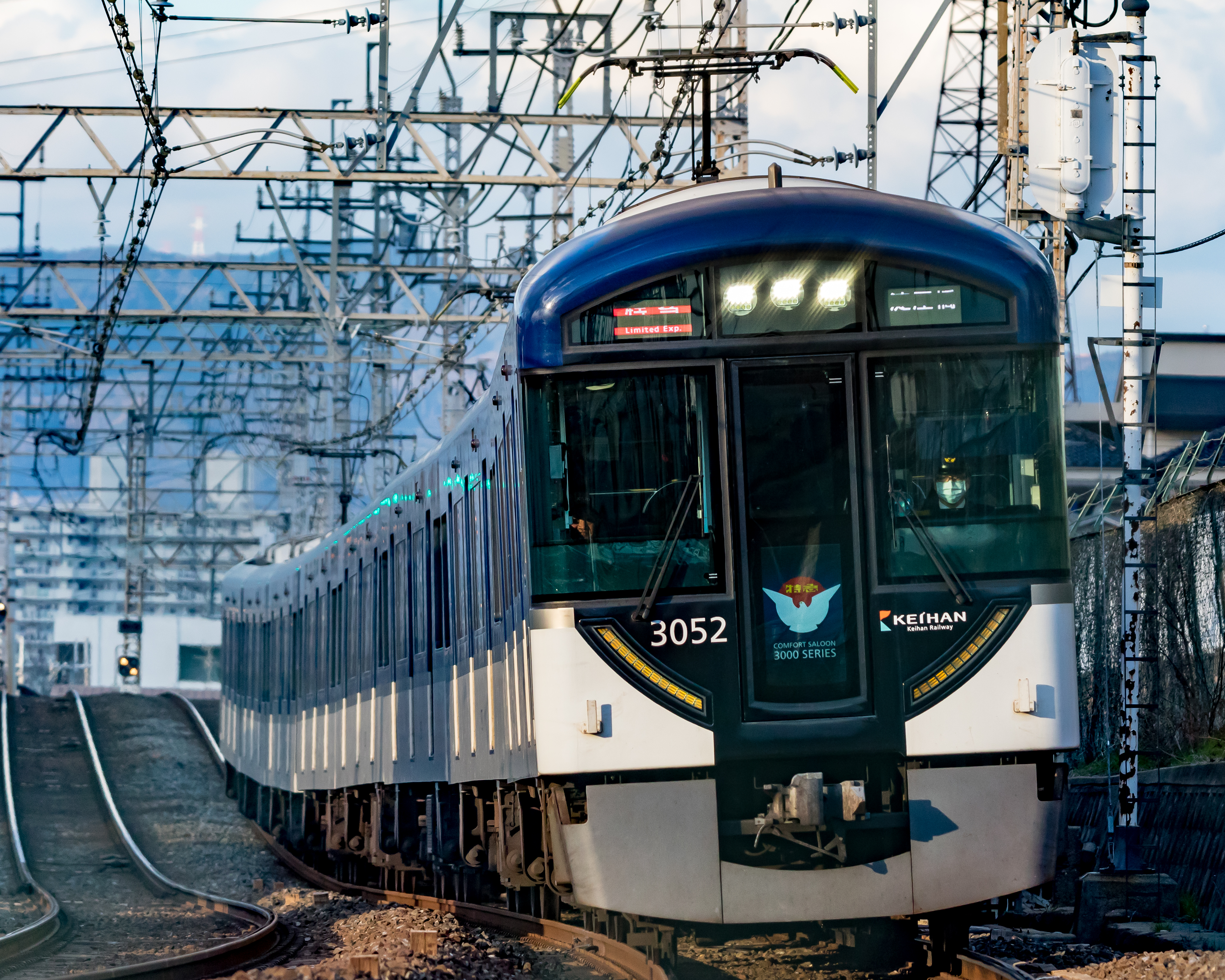
京阪3000系電車 (2代)
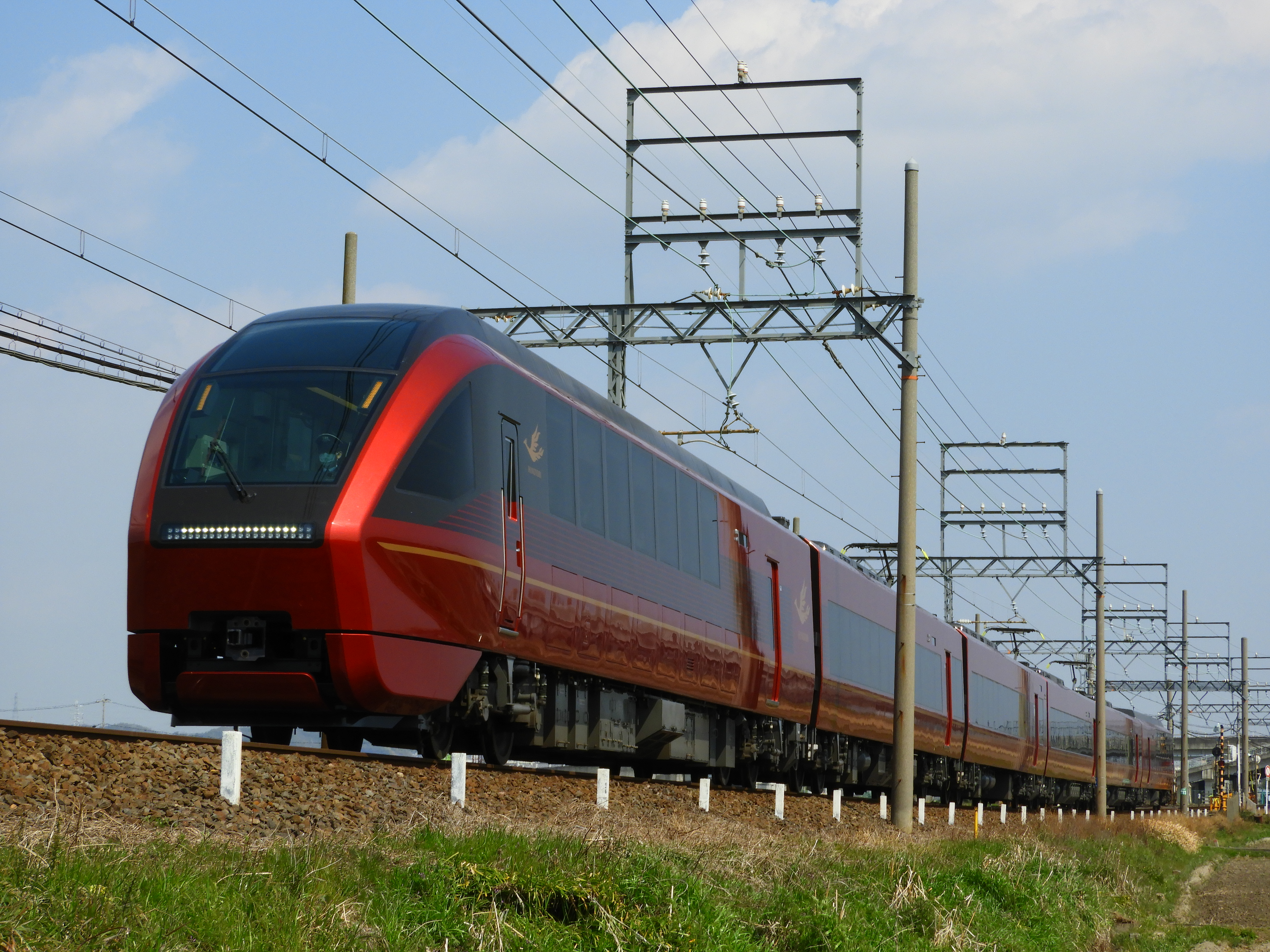
近鉄80000系電車
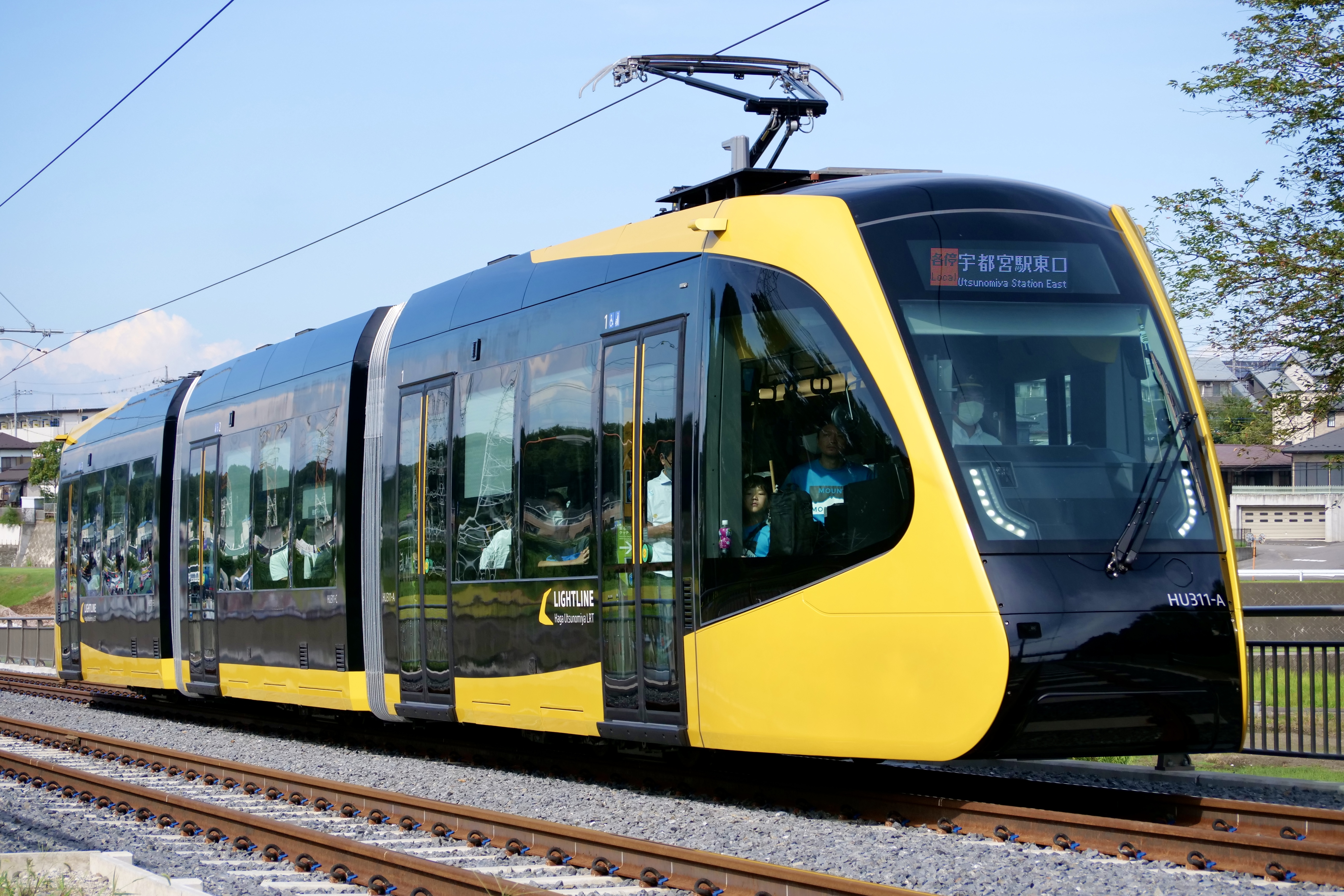
宇都宮ライトレールHU300形電車

## GKデザイングループ出身の著名人
- 原田昭 （インダストリアルデザイナー）筑波大学名誉教授 札幌市立大学元学長
- 須永剛司 （デザイナー）東京芸術大学美術学部デザイン科 情報・設計研究室教授
- 廣田尚子 （プロダクトデザイナー）ヒロタデザインスタジオ代表 女子美術大学教授 多摩美術大学客員教授 グッドデザイン賞審査委員
- 松岡由幸 （研究者）慶應義塾大学教授 デザイン塾主宰
- 小林平治（カーデザイナー）初代コスモスポーツ、初代キャロル、R360クーペ、トヨタ2000GT後期型のデザインを担当
- 白木彰（グラフィックデザイナー）愛知県立芸術大学第10代学長 愛知県立芸術大学名誉教授 中国湖北美術学院客員教授 中国大連民族大学客員教授 中国南京芸術学院客員教授
- 飯倉清（サイクルメカニック、ユーチューバー）サイクルメンテナンス代表
- 伊坂正人（インダストリアルデザイナー）日本デザイン機構専務理事・事務局長 静岡文化芸術大学デザイン学部教授
- 阿久津靖子（コンセプトプランナー）MTヘルスケアデザイン研究所代表
- 谷口武司（プロダクトデザイナー）株式会社フォーモーションデザイン代表取締役 法政大学デザイン工学部システムデザイン学科非常勤講師 芝浦工業大学デザイン工学部デザイン学科非常勤講師
- 井澤正（プロダクトデザイナー）TDKデザイン株式会社代表取締役 isawadesign代表 お茶の水美術専門学校非常勤講師
- 山中康廣（建築家）山中康廣建築設計事務所主宰
- 岩政隆一（エンジニアリング・デザイナー）
- 面矢慎介（研究者）滋賀県立大学名誉教授　道具学会副会長

## 書籍
- 栄久庵祥二 (監訳), マイケル・アルホフ (編集), ティム・マーシャル (編集), GKデザイン機構 (翻訳)『現代デザイン事典―変容をつづけるデザインの諸相』鹿島出版会、2012年。ISBN 978-4306094208。
- GKデザイングループGK史編纂委員会『GK Design 50years 1952‐2002―デザイン世界探求』六耀社、2002年。ISBN 978-4897374550。
- GKインダストリアルデザイン研究所 (著), 川添 登 (著)『GKの世界―インダストリアルデザインの発想と展開』講談社、1983年。ISBN 978-4062001762。
- GKインダストリアルデザイン研究所『インダストリアル・デザイン―マスプロ時代のグッド・デザイン』講談社、1965年。
- ウォルター・ドーウィン・ティーグ (著)『デザイン宣言―美と秩序の法則』GKインダストリアルデザイン研究所 (翻訳)、美術出版社、1966年。